# Vigía del Fuerte (ort)
Vigía del Fuerte är en ort i Colombia.   Den ligger i departementet Antioquía, i den nordvästra delen av landet, 400 km nordväst om huvudstaden Bogotá. Vigía del Fuerte ligger 24 meter över havet och antalet invånare är 4 638.
Terrängen runt Vigía del Fuerte är platt. Runt Vigía del Fuerte är det mycket glesbefolkat, med 4 invånare per kvadratkilometer. Vigía del Fuerte är det största samhället i trakten. I omgivningarna runt Vigía del Fuerte växer i huvudsak städsegrön lövskog.